# Sello hidráulico

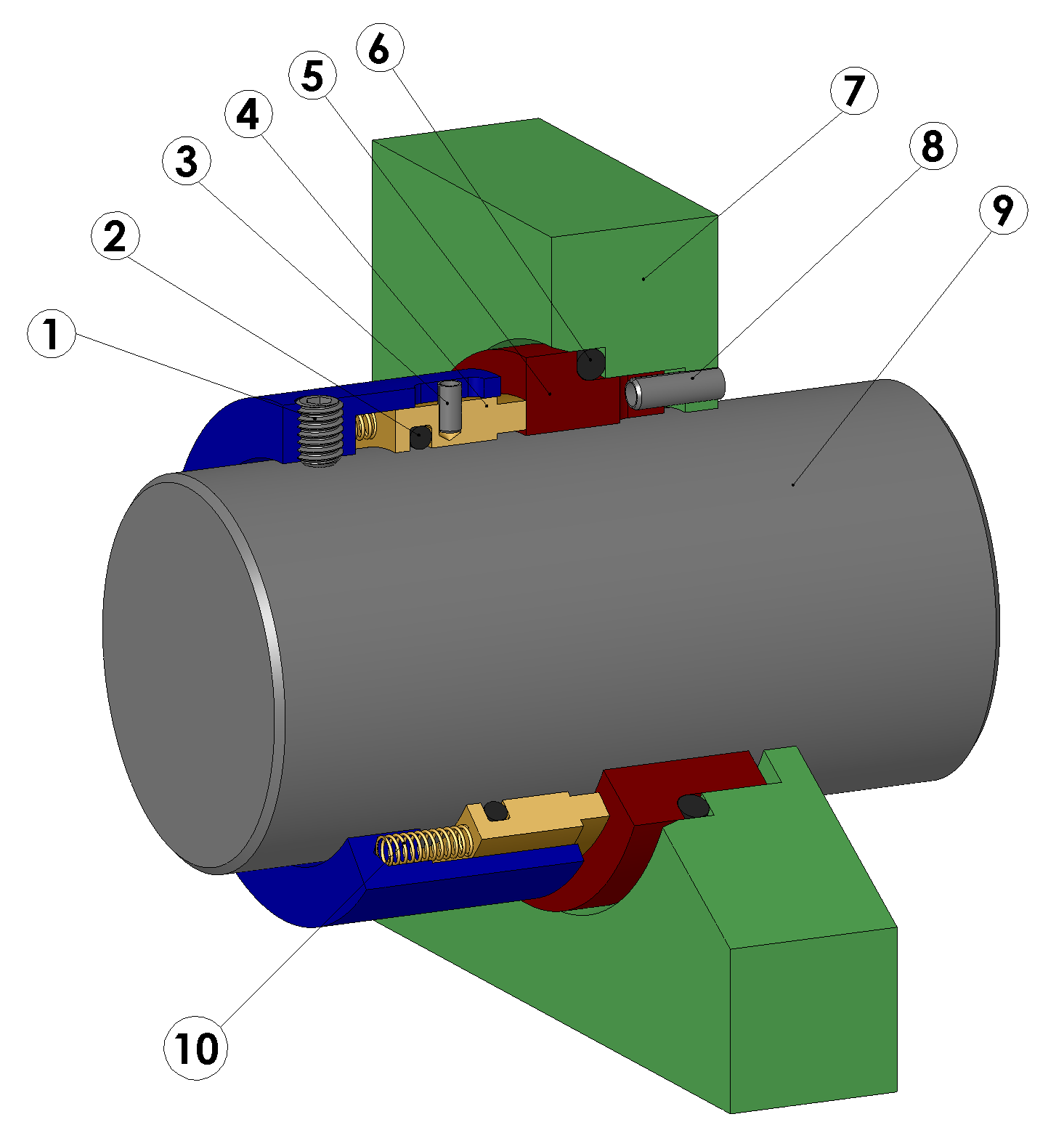
Sello mecánico (despiezo).

Los sellos hidráulicos son dispositivos que tratan de impedir la salida (o entrada) de fluido de una máquina o recipiente. Son comunes en las  máquinas de fluido y en dispositivos que requieren mantener algún fluido por dentro, como por ejemplo un cojinete.